# Wilby (Suffolk)
Wilby – wieś w Anglii, w hrabstwie Suffolk, w dystrykcie Mid Suffolk. Leży 29 km na północ od miasta Ipswich i 132 km na północny wschód od Londynu. Miejscowość liczy 240 mieszkańców.